# Bogugens Forfattere
Bogugens Forfattere er en forfatterfilm fra 1922 af ukendt instruktør.

## Handling
Optaget i forbindelse med en bogudstilling i Industribygningen i København, september 1922. Filmen består af fem korte portrætter. 1. Forfatteren Sophus Michaëlis i en park. 2. Forfatteren Johannes V. Jensen på motorcykel og i haven. 3. Professor Vilhelm Andersen på cykel, som han tager med op i lejligheden ved skrivebordet. 4. Forfatteren Henrik Pontoppidan ved en mølle. 5. Professor Georg Brandes åbner dagens post.